# 2018 au Tadjikistan
Cette page concerne des événements qui se sont produits durant l'année 2018 du calendrier grégorien au Tadjikistan.

## Événements

### juillet
- 29 juillet : Une attaque terroriste (en) contre des cyclistes fait 4 morts et 2 blessés.

## Décès
- 1er mai : Bozor Sobir (en), poète, lauréat du prix Rudaki.
- 18 mai : Mumin Kanoat, poète.